# Railton

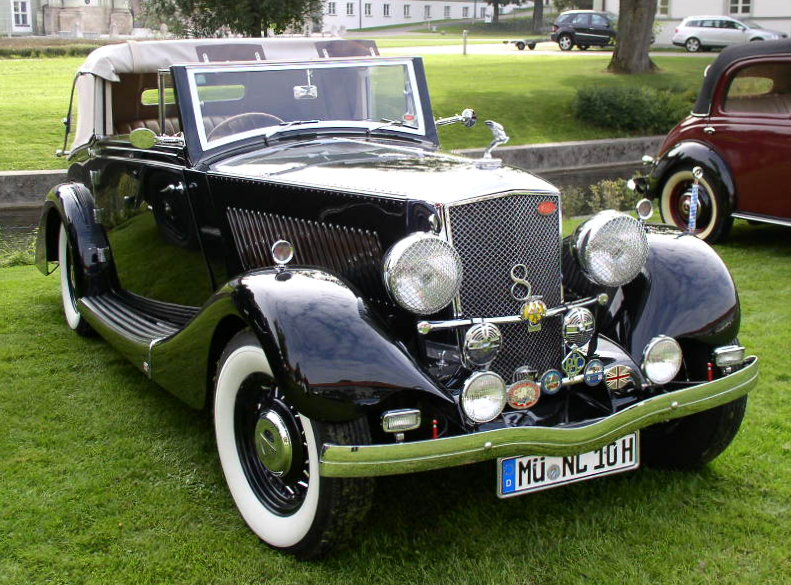
Una Railton Straight Eight del 1936

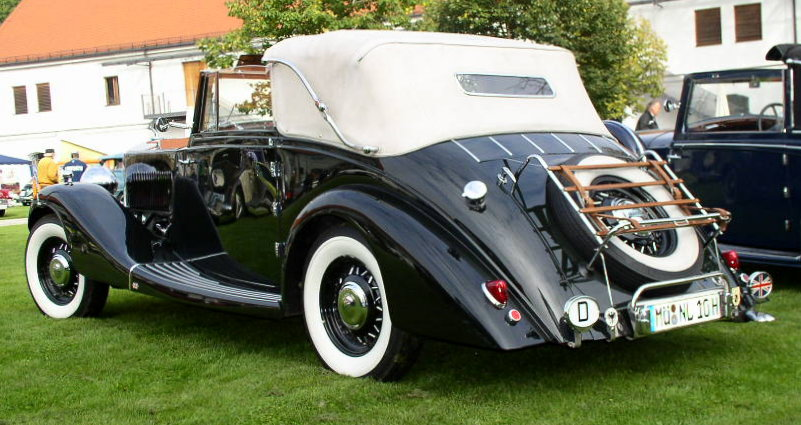
Vista da dietro di una Railton Straight Eight del 1936

La Railton è stata una casa automobilistica britannica attiva a Cobham tra il 1933 ed il 1940. C'è stato un tentativo di far rivivere il marchio tra il 1989 ed il 1994 ad Alcester.

## Le origini e le vetture prodotte
La compagnia fu fondata da Noel Macklin, che cercava una nuova attività di produzione automobilistica dopo aver venduto l'Invicta, fondata anch'essa da lui nel 1933. Il nome derivava da Reid Railton, ingegnere e designer di automobili da record.
La prima automobile fu costruita unendo un corpo vettura di fabbricazione britannica opera di Ranalah, con un motore a otto cilindri da 4010 cm³ di cilindrata ed un telaio Hudson Terraplane. L'autovettura risultante, all'inizio disponibile come due porte e carrozzeria torpedo, era più leggera di quella originale ed aveva, per l'epoca, una rilevante accelerazione da 0 a 97 km/h, più precisamente di 13 secondi. Una versione berlina fu presto aggiunta all'offerta, ed il modello fu venduto a 499 sterline.
Nel 1935 fu lanciata la Railton 8, che possedeva un telaio proveniente dalla Hudson Eight, che sostituì il Terraplane, e la cilindrata del motore fu aumentata a 4168 cm³, con una gamma di corpi vettura prodotti da diversi carrozzieri. Due modelli più leggeri furono costruiti nel 1935, e riuscivano ad accelerare da 0 a 97 km/h in 8,8 secondi, risultando essere la più veloce auto da produzione del mondo. Furono costruiti complessivamente 1379 esemplari di Railton 8.
Nel 1937 fu lanciato un nuovo modello, la 16.9, con un più piccolo motore da 2723 cm³ a sei cilindri. Sia il propulsore che il telaio derivavano da vetture Hudson. Ne furono costruiti 81 esemplari, sia berline che coupé. Il prezzo di vendita era di 399 sterline.
Una Railton ancora più piccola, la 10 hp, fu aggiunta alla gamma offerta nel 1938. Il telaio era basato sulla Standard Flying Nine, ed era disponibile sia in versione berlina che coupé. Era definita come “A famous name in miniature” (“Un famoso nome in miniatura”), e ne furono costruiti 51 esemplari venduti ad un prezzo di 299 sterline.
Nel 1938 il periodico Motor Sport provò una Railton 28.8 Cobham berlina, offerta a 698 sterline
Nel 1939 Noel Macklin concentrò la sua attenzione sulla propulsione navale, e vendette la compagnia alla Hudson Motor Car Company di Detroit, che trasferì le attività ai propri stabilimenti di Chiswick, a Londra. Comunque, l'inizio della seconda guerra mondiale interruppe la produzione.
Dopo il conflitto, alcune automobili furono completate utilizzando componenti fabbricati prima della guerra, ed un nuovo modello fu costruito e mostrato al Salone dell'automobile di Londra nel 1949. Comunque, offerta a quasi 5000 sterline, la vettura era incredibilmente costosa e non entrò mai in produzione.

## Il rilancio del marchio nel 1989
Il marchio fu rilanciato dalla nuova Railton Motor Company, fondata nel 1989 ad Alcester. Furono annunciati due modelli cabriolet, la F28 Fairmile e la F29 Claremont. Entrambe erano disegnate da William Towns e basate sulla meccanica della Jaguar XJ-S con corpo vettura in alluminio. La produzione si interruppe nel 1994.